# Сејбруг Мејнор (Конектикат)
Сејбруг Мејнор (енгл. Saybrook Manor) насељено је место без административног статуса у америчкој савезној држави Конектикат.

## Демографија
По попису из 2010. године број становника је 1.052, што је 81 (-7,1%) становника мање него 2000. године.
| Група             | 2000.         | 2010.       |
| Белци             | 1.086 (95,9%) | 988 (93,9%) |
| Афроамериканци    | 4 (0,4%)      | 7 (0,7%)    |
| Азијати           | 31 (2,7%)     | 4 (0,4%)    |
| Хиспаноамериканци | 9 (0,8%)      | 47 (4,5%)   |
| Укупно            | 1.133         | 1.052       |